# Demidor Imre
Demidor Imre (Szatmár, 1855 – Szabadka, 1917. augusztus 29.) színész, ügyvéd.

## Életpályája
A Színiakadémia elvégzése után színész lett. Debrecenben Aradi Gerő társulatában játszott. 1877–1878 között a Szatmárnémeti Színház igazgatójaként tevékenykedett. 1885-ben Debrecenből Szabadkára került. Itt jogot tanult; 1890-ben ügyvéd lett.

## Magánélete
Felesége, Takács Emese színésznő volt, aki Takács Ádám (1822–1897) lánya volt. Takács Emese első férje Bercsényi Béla (1844–1901) volt.